# Trzyletnie technikum uzupełniające
Trzyletnie technikum uzupełniające – szkoła przeznaczona dla absolwentów zasadniczej szkoły zawodowej. Istniało po wprowadzeniu w 1999 roku zmian w szkolnictwie.
Na program nauczania składały się skrócony cykl nauczania (na podbudowie zasadniczej szkoły zawodowej) oraz program ogólnokształcący i praktyczno-zawodowy.
W technikum uzupełniającym uczeń mógł potwierdzić swoje kwalifikacje zawodowe oraz przystąpić do egzaminu maturalnego. Po jego zdaniu mógł ubiegać się o przyjęcie na uczelnię. Uzyskany tytuł technika pozwalał na podjęcie pracy zawodowej.
Minister Edukacji Narodowej 28 stycznia 2010 ogłosiła na konferencji prasowej, że od 2012 roku szkoły te wraz z liceami profilowanymi przestaną przyjmować uczniów.